# Vampires: Los Muertos
Vampiros: Los Muertos es una secuela de la película de 1998 Vampiros de John Carpenter protagonizada por Jon Bon Jovi, en el papel del cazador de vampiros, en lugar de James Woods. Esta película no es exactamente una secuela, sino simplemente otra historia que tiene lugar en el mismo universo que la primera. Esta película es producida por John Carpenter. Cristián de la Fuente y Natasha Gregson Wagner también estrellas como el padre Rodrigo y Zoe. La película fue escrita y dirigida por Tommy Lee Wallace. Además de los actores y algunos otros detalles (por ejemplo el hecho de que en esta película, hay una princesa de vampiros en lugar del príncipe vampiro de la primera película), presenta algunas diferencias con la anterior.

## Argumento
La película comienza con un hombre en la calle buscando una prostituta. Cuando encuentra una, el hombre saca una navaja y empieza a amenaza a la mujer. Derek Bliss (Jon Bon Jovi) entonces se levanta y apunta con una pistola de aspecto extraño a su sien izquierda. Después de que el hombre se retira, la prostituta le da las gracias a Derek y le pregunta si puede hacer algo por él. Le apunta con el arma y le dispara con tres estacas, y se descubre que la prostituta era un vampiro. Derek la arrastra a un aparcamiento abandonado y la observa prenderse fuego a la luz del sol mientras lo filma en cámara.
Cuando regresa a su habitación de hotel, el líder del Grupo Van Helsing le llama y le informa que tiene un nuevo trabajo. Se va a México a un convento donde se hospeda un grupo de sacerdotes cazadores de vampiros. Tiene una visión extraña, y uno de los sacerdotes concluye que los vampiros pueden estar enlazados con él.
Esa noche, Una (Arly Jover), una princesa vampiro, y sus polluelos atacan y se alimentan de un hombre. Al día siguiente, Derek va a buscar gente en una lista que le han dado. Desafortunadamente, la mayoría de ellos están muertos o locos, y los últimos vivos son asesinados. Derek va a una cafetería y pregunta por un hombre llamado Jesse. Le dice a Derek que espere mientras termina algo. Derek entonces conoce a una joven llamada Zoey (Natasha Gregson Wagner), y él sospecha cuando ella le pregunta si trabaja en el negocio de los "no-muertos". Se va al baño y descubre que Zoey es un vampiro usando una lente especial, lamentando el hecho de que piensa que ella es linda. En una fracción de segundo le toma tirar una toalla de papel a la basura, Una entra, corta la garganta de cada cliente y secuestra a Jesse.
Cuando Derek sale y ve que Zoey también ha huido, concluye que ella debe haberlo hecho. Al día siguiente, se detiene cuando la ve a la vera del camino a la luz del día. Ellos discuten; Zoey le habla de las píldoras especiales que toma para luchar contra su lado vampírico. Fue mordida accidentalmente por un vampiro durante una aventura de una noche. Ella tiene una visión de un monasterio, y Derek se da cuenta de que es el que acaba de dejar. Regresan y encuentran a todos menos a un sacerdote masacrado. El padre Rodrigo (Cristián de la Fuente) les cuenta que Una busca la legendaria Cruz de Berziers, la misma cruz que se utilizó infructuosamente en la primera película para realizar un ritual que permitirá a los vampiros caminar a la luz del día y ser invulnerables, y que les muestra algo en lo que un compañero sacerdote estaba trabajando en su tiempo libre: una gran furgoneta con todas las herramientas necesarias para la reproducción de vampiros. Derek oye un ruido en los árboles y encuentra a un adolescente que había conocido antes. Su nombre es Sancho (Diego Luna), y tiene un permiso de su madre, que le permite ir a cazar vampiros con Derek.
El grupo se reúne con otro cazador, Ray Collins (Darius McCrary) de Memphis, y va tras Una. Una seduce a Ray y lo convence de que deje las píldoras de Zoey donde pueda conseguirlas. Cuando llegan a la aldea donde se esconden los vampiros, son bienvenidos porque quieren que los vampiros sean asesinados. Una, ahora capaz de caminar de día, sale y secuestra a Zoey. Derek apunta el arma a Sancho y dice que debe haberle dado las pastillas a Una. Sin embargo, un aldeano se da cuenta de que Ray lo hizo, y le dispara antes de que Derek le dispare a Sancho. Derek y la pandilla persiguen a Zoey para rescatarla, a costa de dejar que Rodrigo realice correctamente el ritual. Vuelven a una clínica, donde la sangre de vampiro de Zoey es intercambiada por sangre humana; como todas sus píldoras fueron usadas, este método es la única manera de suprimir su lado de vampiro por un tiempo. Derek sabe cómo salvar a Rodrigo; la sangre de vampiro es bombeada a su cuerpo.
El equipo va tras Rodrigo y descubre que no era un verdadero sacerdote. Una no se asusta, y ella responde encendiendo un fuego bajo sus pies. Derek salva a Rodrigo, y va tras Una. Casi la matan, pero se escapa cuando se rompe el cordón que la arrastraba a la luz del sol. Ella atrapa a Derek, pero Derek entonces agarra lo que queda de la cuerda. Antes de llegar a la luz del sol, Derek le dispara a la cabeza con una escopeta y la envía volando hacia el sol, donde se incendia. Su cuerpo se convierte en piedra con un corazón negro que late en el pecho. Derek le clava una estaca en el corazón. Sancho y Rodrigo deciden quedarse en el pueblo, y Derek y Zoey se van al atardecer para reabastecerse de pastillas. 
La categoría de esta película aún sigue en discusión, debido a que hay algunas escenas de contenido explícito, son pocas pero se considera de categoría +13.

## Reparto
- Jon Bon Jovi como Derek Bliss.
- Cristián de la Fuente como Padre Rodrigo.
- Natasha Gregson Wagner como Zoey.
- Arly Jover como Una.
- Darius McCrary como Ray Collins.
- Diego Luna como Sancho.
- Geraldine Zinat como Mesera.

- Datos: Q1699556